# Руттон (Міннесота)
Руттон (англ. Ruthton) — місто (англ. city) в США, в окрузі Пайпстоун штату Міннесота. Населення — 226 осіб (2020).

## Географія
Руттон розташований за координатами 44°10′39″ пн. ш. 96°6′18″ зх. д. / 44.17750° пн. ш. 96.10500° зх. д. (44.177466, -96.105021).  За даними Бюро перепису населення США в 2010 році місто мало площу 1,72 км², з яких 1,71 км² — суходіл та 0,01 км² — водойми. В 2017 році площа становила 1,52 км², з яких 1,50 км² — суходіл та 0,01 км² — водойми.

## Демографія
Згідно з переписом 2010 року, у місті мешкала 241 особа в 110 домогосподарствах у складі 67 родин. Густота населення становила 140 осіб/км².  Було 128 помешкань (75/км²).
Расовий склад населення:
| - 99,2 % — білих |

До двох чи більше рас належало 0,8 %. Частка іспаномовних становила 0,8 % від усіх жителів.
За віковим діапазоном населення розподілялося таким чином: 22,4 % — особи молодші 18 років, 63,5 % — особи у віці 18—64 років, 14,1 % — особи у віці 65 років та старші. Медіана віку мешканця становила 43,3 року. На 100 осіб жіночої статі у місті припадало 99,2 чоловіків;  на 100 жінок у віці від 18 років та старших — 96,8 чоловіків також старших 18 років.
Середній дохід на одне домашнє господарство  становив 40 689 доларів США (медіана — 39 375), а середній дохід на одну сім'ю — 47 794 долари (медіана — 48 125). Медіана доходів становила 33 839 доларів для чоловіків та 38 125 доларів для жінок. За межею бідності перебувало 12,5 % осіб, у тому числі 21,5 % дітей у віці до 18 років та 7,1 % осіб у віці 65 років та старших.
Цивільне працевлаштоване населення становило 144 особи. Основні галузі зайнятості: виробництво — 20,1 %, освіта, охорона здоров'я та соціальна допомога — 17,4 %, будівництво — 16,0 %.